# Part of Me
A Part of Me egy dal Katy Perry amerikai énekesnőtől. A számot Perry mellett Bonnie McKee, Lukasz Gottwald, és Max Martin szerezte. Producerei Lukasz Gottwald, Max Martin és Cirkut voltak. 2010 végén kiszivárgott egy demó a dalból, melyet a kritikusok California Gurls című slágeréhez hasonlították. Végül a Teenage Dream újra kiadott változatának első kislemezeként jelent meg 2012. február 13-án. A borító Mary Ellen Matthews munkája. A dalt a kritikusok pozitívan fogadták, közülük többen úgy gondolták, a számot Russel Brand-nek szánta.
A dalban dance-pop, pop-rock és house jegyek keverednek. Kiadását követően a rajongók, kritikusok és a média egyaránt arra gyanakodott, a szám Katy válásáról szól. Perry később tagadta ezt, hozzátette, a dalt két évvel kiadása előtt szerezte. A Billboard Hot 100 lista 1. helyén debütált a kislemez, ez a 20. ilyen szám, és Perry hetedik első helyezésű dala a listán. A brit és Canadian Hot 100 listán is első helyezést ért el.
A dalhoz tartozó videóklipet Oceanside-ben forgatták. Katy egy szakítást követően egy katonai csoport tagjává válik. A kritikusok pozitívan fogadták a kisfilmet, viszont Naomi Wolf szerint ez egy katonai propaganda. Perry többek között a Grammy Awards-on és Kids' Choice Awards lépett fel a dallal.

## Háttér és kiadás
A Part of Me-t a Teenage Dream album munkálatai során szerezte Perry, Dr. Luke, Bonnie McKee, és Max Martin, olyan slágerek mellett, mint a California Gurls, Teenage Dream és Last Friday Night (T.G.I.F.). Perry Bonnie-t hívta, mivel segítségét kérte a dalhoz. McKee egész éjjelen át a dal szerzésével foglalkozott. Amikor Katy meghallotta a harmadik sort, így szólt: „Veszünk neked egy autót!” Egy interjúban McKee így nyilatkozott: „A másik, amelyiket írtam a Part of Me, úgy tudom, egy bónusz verzión lesz. Nagyon szép szám. Katy mély érzelmekkel énekel, és mikor először hallottam a refrént, a hideg futott a hátamon. Ez egy nagyon reális, nyers felvétel.”
2010. december 30-án a dalból egy teljes demóváltozat szivárgott ki a világhálóra. Az MTV akkor egy albumról kimaradt számnak titulálta, a rajongók viszont úgy gondolták, a lemez újra kiadott változatára majd felkerül. Akkor egyik lehetőséget sem erősítették meg. 2012. február 13-án bejelentették, a dal kislemezként jelenik meg. Február 11-én a végső változat szivárgott ki a világhálóra. iTunes-on Perry Grammy Awards-os előadását követően jelent meg. Az Egyesült Királyságban és Franciaországban március 18-án adták ki. Perry Twitter-en jelentette be, a kislemez bevételeit a MusiCares-nek adományozza.

## Számlista és formátumok
| - Digitális letöltés 1. Part of Me – 3:35 - Digitális remix letöltés 1. Part of Me (Jacques Lu Cont's Thin White Duke Mix) – 6:02 | - Brit remix EP 1. Part of Me – 3:35 2. Part of Me (Jacques Cont's Thin White Duke Mix) – 6:02 3. Part of Me (Jacques Cont's Thin White Duke Radio Edit) – 3:47 4. Part of Me (Instrumental) – 3:35 |

## Megjelenések
| Ország             | Dátum             | Formátum                           |
| ------------------ | ----------------- | ---------------------------------- |
| Világszerte        | 2012. február 13. | Radiós premier, digitális letöltés |
| Egyesült Államok   | 2012. február 21. | Top 40/Mainstream rádió            |
| Egyesült Királyság | 2012. március 18. | Digitális letöltés                 |
| Írország           | 2012. március 18. | Digitális letöltés                 |